# FMだいご

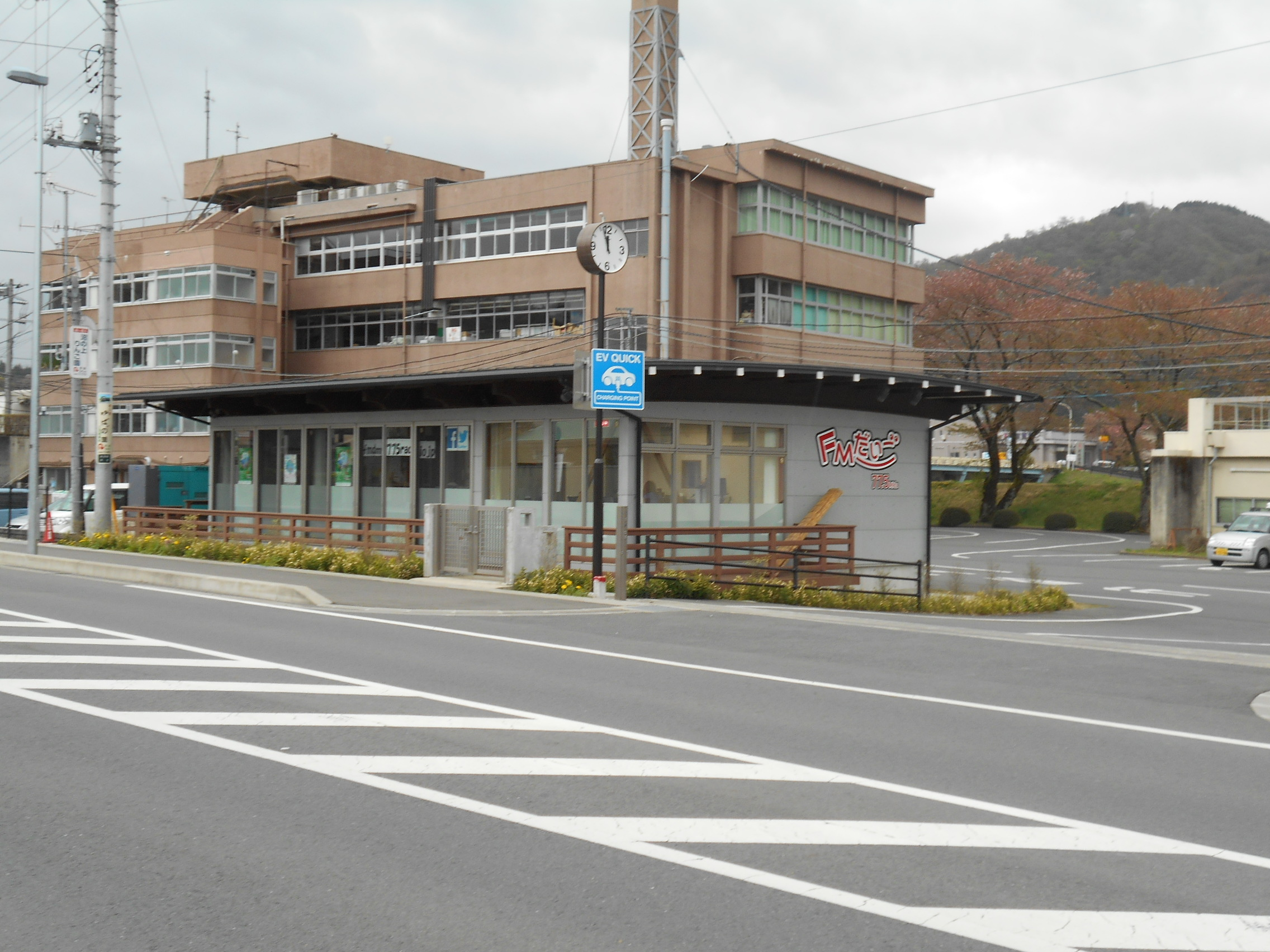
旧演奏所

FMだいごは、茨城県久慈郡大子町の一部地域を放送対象地域として超短波放送（FM放送）をする特定地上基幹放送事業者である特定非営利活動法人まちの研究室が実施するコミュニティ放送の愛称である。

## 概要
東日本大震災後、大子町は防災計画の策定に際し町内への一斉情報伝達手段を導入するにあたり同報無線などとの比較の結果、コミュニティ放送局を開設することとした。この為、町内における情報インフラとしての性格を強く持っており、各世帯には緊急告知FMラジオを配付する
。事業費は約2億8千万円。
2013年（平成25年）開局。
当初の免許人は、財団法人大子町開発公社（後に一般財団法人大子町振興公社）であった。
- 公社は温泉プールフォレスパ大子[4]などの管理を行っていた。

大子町開発公社の本社は大子町池田の道の駅奥久慈だいごの大子町観光物産館内にあった。
演奏所（スタジオ）は大子町大子の大子町役場の敷地内に置かれた。
送信所は大子町大子（奉行平）にあり、特定地上基幹放送局の呼出符号はJOZZ3BY-FM、呼出名称はだいごエフエム、周波数77.5MHz、空中線電力20Wで放送区域は大子町の一部地域。
インターネット配信はJCBAインターネットサイマルラジオによる。
2014年（平成26年）には中継局3局が開局した。
| 送信所                  | 空中線電力 | 設置場所                 |
| ----------------------- | ---------- | ------------------------ |
| 町付中継局              | 5W         | 大子町町付               |
| 高柴中継局              | 10W        | 大子町高柴（生瀬小学校） |
| 頃藤中継局              | 5W         | 大子町頃藤               |
| 周波数は、すべて77.5MHz |            |                          |

2015年（平成27年）に、大子町振興公社は特定非営利活動法人まちの研究室にコミュニティ放送事業を譲渡し免許人の地位承継をした。
- 公社による運営が公平性や中立性が保たれないとして関東総合通信局から行政指導を受けたことによる[7]。

本社はまちの研究室会員の経営する手芸品店に置かれる。
スタジオは、引き続き大子町役場内に置かれたが、局舎は2019年（令和元年）の令和元年東日本台風（台風19号）で水没し、2020年（令和2年）に十二所神社参道脇のだいご小学校隣接地に移転した。
自主制作番組以外はミュージックバードにより、日曜深夜も含め24時間放送している。
大子町、大子警察署とは「犯罪発生時等におけるFM放送に関する協定」を締結している。

## 沿革
- 1963年（昭和38年）
  - 8月20日 - 財団法人大子町開発公社設立
- 2013年（平成25年）
  - 11月20日 - 特定地上基幹放送局の予備免許取得[9]
  - 12月20日 - 特定地上基幹放送局の免許取得[10]
  - 12月12日 - 日本コミュニティ放送協会に加盟[11]
  - 12月24日 - 開局[10][12]
- 2014年（平成26年）
  - 2月1日 - JCBAインターネットサイマルラジオによるインターネット配信開始
  - 3月17日 - 中継局3局の免許取得[13]
  - 3月22日 - 中継局3局の運用開始[6]
  - 4月1日
    - 大子町が緊急告知FMラジオを緊急起動できることに[6]
    - 大子町開発公社は一般財団法人に移行、同時に大子町振興公社と改称

  - 10月17日 - 特定非営利活動法人まちの研究室設立の認証[14]
- 2015年（平成27年）
  - 7月8日 - 一般財団法人大子町振興公社からまちの研究室に事業譲渡し免許人の地位も承継
- 2017年（平成27年）
  - 2月27日 - 大子町、大子警察署、まちの研究室が「犯罪発生時等におけるFM放送に関する協定」を締結[8]
- 2019年（令和元年）
  - 10月9日 - 法人枠付公告（決算とその他の併せ） 決算公告[15]
  - 10月12日 - 台風19号により午後10時頃から局舎が浸水し午後11時に放送を停止[16][17]
  - 10月13日 - 大子町が臨時災害放送局（呼出符号JOYZ3T-FM、呼出名称だいごさいがいエフエム、周波数77.5MHz（ＦＭだいごの周波数）、空中線電力100W）の免許を取得
    - FMぱるるん（水戸市）の機材を使用して午後3時から運用開始[18][19][17]

  - 10月19日 - 放送設備が仮復旧し午後5時に臨時災害放送局を閉局[20][21]
  - 11月14日 - 一般財団法人大子町振興公社は一般社団法人大子町振興公社が吸収合併、一般財団法人大子町振興公社は合併により登記閉鎖[22]され、法人格消滅
- 2020年（令和2年）
  - 6月1日 - スタジオ移転[23]

## 番組
2018年（平成30年）7月現在

### ワイド番組
- ホッとだいごランチボックス（月 - 金 11:00 - 14:00）
- おばんです!だいご（月 - 金 16:00 - 18:00）
- ほりでぇ・すてぃしょん（土・日 11:00 - 13:00）
- もーにんぐだいご（月 - 金 7:00 - 8:55）

### その他自社制作
- 大子町内の園歌・校歌（日 3:00 - 5:00）
- 青空をよむ（月・火 10:30 - 10:50）
- おうたのじかん（月・火 10:50 - 11:00、水 20:30 - 20:40）
- 七色!図書委員会（水 10:30 - 11:00、再放送・日 16:00 - 16:30）
- いい子でおやすみ（水 20:40 - 21:00、再放送・火 19:40 - 20:00）
- 読書のまち大子の民話（木 10:30 - 10:50）
- みんなのプチ・ソフィア（木 10:50 - 11:00、再放送・火 19:30 - 19:40）
- トレジャーホビー!（木 18:30 - 19:00、再放送・火 18:30 - 19:00）
- IBARAKI AMAZING LANDSCAPES（金 8:00 - 8:10、14:00 - 14:10） ※茨城県内6局のコミュニティ放送局が毎週持回りで制作。
- なぜなぜ?名字研究室（金 10:30 - 11:00）
- 青春JUKEBOX（土 10:00 - 10:30、再放送・日 10:00 - 10:30）
- お茶の間健康体操（土・日 10:30 - 11:00）
- Chanoのおちゃのまスタジオ（土 13:00 - 14:00、再放送・日 13:00 - 14:00）
- ごじゃっぺラジオ（土 18:00 - 19:00、再放送・水 18:00 - 19:00） 茨城大学放送研究会による。
- Chata's Smile Life（土 21:00 - 22:00、再放送・日 21:00 - 22:00）
- かるちゃんねる（土 22:00 - 22:55、再放送・日 22:00 - 22:55）
- ふるさと大子歴史散歩（日 16:30 - 17:00、再放送・木 18:00 - 18:30）
- 一声のみゅうじっくわーるど（日 17:00 - 18:00）
- FMだいごれこめんど（月 - 金 18:55 - 19:00、土・日 13:55 - 14:00）
- DTマサ（月 18:30 - 18:55）
- 100マイル（土 21:00 - 21:55、再放送・日 21:00 - 21:55）

## 緊急告知FMラジオ
大子町は、2014年3月の中継局開局にあわせ緊急告知FMラジオを無償配付する。
対象は町内の全世帯・全法人と官公署・集会所など。
毎月1日に起動訓練が行われる。

## マスコット
免許人の交代時に設定された。
名前は周波数にちなむ。
キャラクター紹介
ななごん
FMだいごの電波を受信して中生代からきた子供の恐竜
ナナちゃん
大子町の平和を守る双子のヒーローの姉、12月24日生まれ
ゴーくん
大子町の平和を守る双子のヒーローの弟、12月24日生まれ